# Пайлитас
Пайлитас (исп. Pailitas) — город и муниципалитет на северо-востоке Колумбии, на территории департамента Сесар.

## История
Поселение из которого позднее вырос город было основано 4 марта 1941 года.

## Географическое положение

Муниципалитет Пайлитас

Город расположен на юге центральной части департамента, западнее хребта Восточная Кордильера, на берегах реки Арройо-Хондо, на расстоянии приблизительно 168 километров к юго-юго-западу (SSW) от Вальедупара, административного центра департамента. Абсолютная высота — 91 метр над уровнем моря.

Муниципалитет Пайлитас граничит на севере с муниципалитетом Чимичагуа, на юге — с муниципалитетом Пелая, на западе — с муниципалитетом Тамаламеке, на востоке — с территорией департамента Северный Сантандер.
Площадь муниципалитета составляет 563,14 км². Среднегодовая температура воздуха — 30 °C.

## Население
По данным Национального административного департамента статистики Колумбии, совокупная численность населения города и муниципалитета в 2012 году составляла 16 834 человек.
Динамика численности населения муниципалитета по годам:
| 2005   | 2006   | 2007   | 2008   | 2009   | 2010   | 2011   | 2012   |
| ------ | ------ | ------ | ------ | ------ | ------ | ------ | ------ |
| 15 902 | 16 047 | 16 189 | 16 321 | 16 462 | 16 582 | 16 710 | 16 834 |

Согласно данным переписи 2005 года мужчины составляли 50,4 % от населения Пайлитаса, женщины — соответственно 49,6 %. В расовом отношении белые и метисы составляли 95,8 % от населения города; негры, мулаты и райсальцы — 4,1 %; индейцы — 0,1 %.
Уровень грамотности среди всего населения составлял 76,8 %.

## Экономика
Основу экономики Пайлитаса составляют сельскохозяйственное производство и горнодобывающая промышленность.

54,4 % от общего числа городских и муниципальных предприятий составляют предприятия торговой сферы, 33,2 % — предприятия сферы обслуживания, 12,2 % — промышленные предприятия, 0,2 % — предприятия иных отраслей экономики.